# Тихоголос багійський
Тихоголос багійський (Arremon franciscanus) — вид горобцеподібних птахів родини Passerellidae. Ендемік Бразилії.

## Опис
Довжина тіла становить 15 см, вага 21-25 г, довжина крил 68,7-74 мм, довжина дзьоба 14-14,6 мм, довжина хвоста 60-65 мм. Голова чорна, тім'я сіре, над очима білі "брови". Верхня частина горла сірувата, решта біла. Верхня частина тіла, крила і хвіст оливково-зелені, на крилях яскраві жовто-оливкові плями. Нижня частина тіла біла, на боках живота сірувата, на боках грудей дві чорні плями. Дзьоб жовтуватий, звеху по ньому проходить чорна смужка.

## Поширення і екологія
Багійські тихоголоси є ендеміками Бразилії, мешкають на півдні штату Баїя і на півночі штату Мінас-Жерайс, в долині Сан-Франсиску. Живуть в густих ксерофітних заростях (каатинзі).

## Збереження
З 2000 року МСОП вважає стан збереження багійського тихоголоса близьким до загрозливого. Йому загрожує знищення природного середовища, перетворення каатинги на пасовища, а також лісові пожежі.